# Peter Fendi
Peter Fendi (Bécs, 1796. szeptember 4. – Bécs, 1842. augusztus 28.) osztrák festőművész, litográfus. A biedermeier stílus neves alkotója volt.

## Pályakép
Szülei Joseph Fendi és Elizabeth Fendi voltak. Apja iskolamester volt. Csecsemő korában egy alkalommal leejtették, ami végleges gerinckárosodást okozott.
Gyermekkorában szüleinek feltűnt rajztehetsége. 1810-ben felvették a Szent Anna Képzőművészeti Akadémiára. Tanárai itt Johann Martin Fischer, Hubert Maurer és Johann Baptist von Lampi voltak. Joseph Barth műgyűjtő révén megismerte II. József szemészét. Barth kapcsolatai révén befolyásos művészekkel ismerkedett meg. A régiségek galériájában rajzolóként és rézmetszőként dolgozott.
1821-ben aranyérmet nyert a Vilenica című olajfestménnyel. 1836-ban a Bécsi Képzőművészeti Akadémia tagjává választották.
Gyakran foglalkoztatták a rajz- és festésoktatás területén. Tanítványai közé tartozott Carl Schindler és Johann Friedrich Treml is.
Erotikus akvarelljei – egyes nézetek szerint – kicsúfolásai a biedermeier esztétikájának.

## Munkái
Olajképeket és akvarelleket festett, nyomtatással, maratással, litográfiával és fafaragással is foglalkozott. Színes litográfiáinak úttörő jelentősége volt.
Hatott rá többek között Adriaen Brouwer, Adriaen van Ostade, Rembrandt, Giovanni Bellini, Tintoretto, Paolo Veronese.
Munkáit őrzik az Albertina Múzeumban, a Belvedere Galériában, a Bécsi Szépművészeti Múzeumban és a liechtensteini fejedelmek gyűjteményében Vaduzban.

## Képek

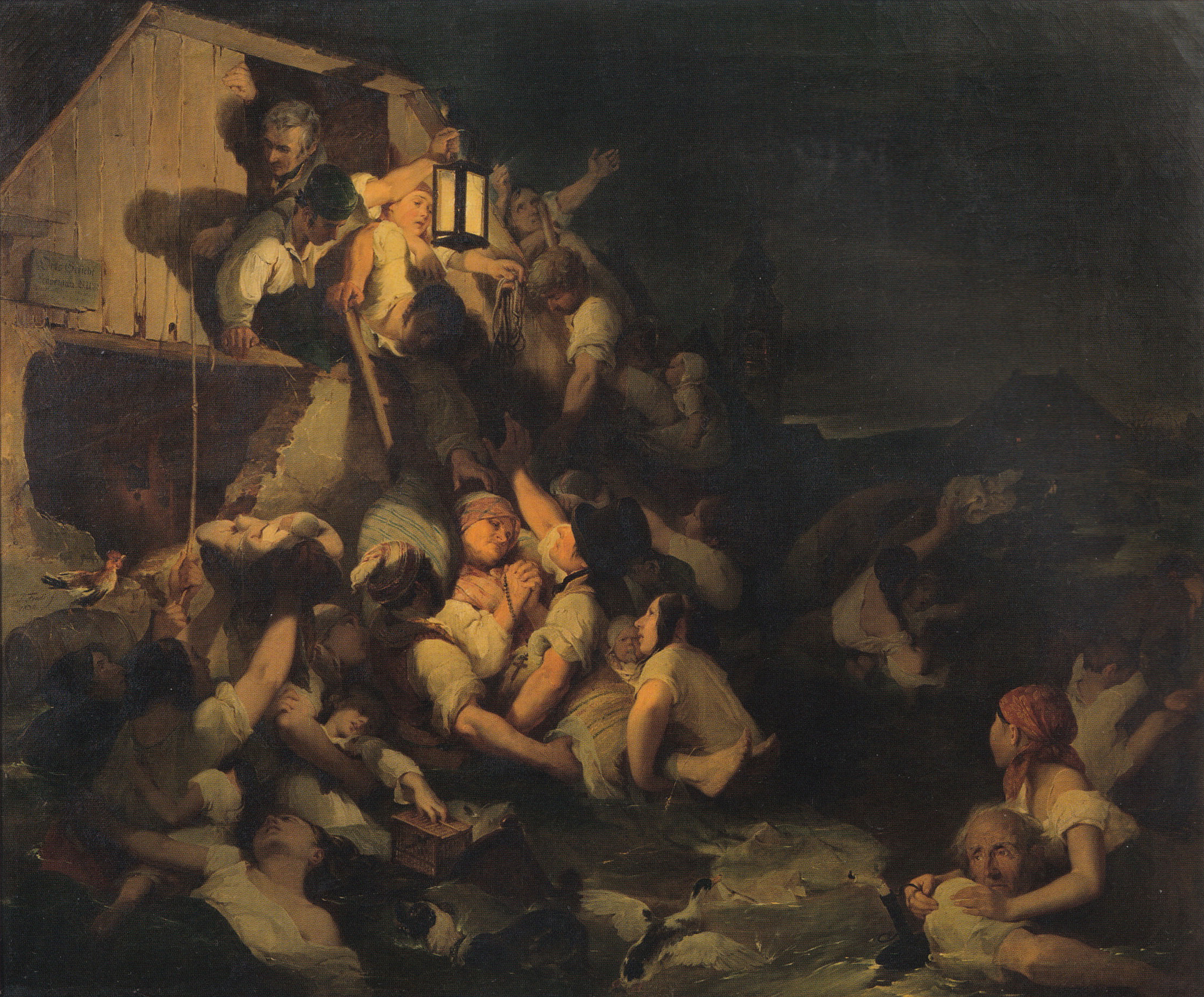
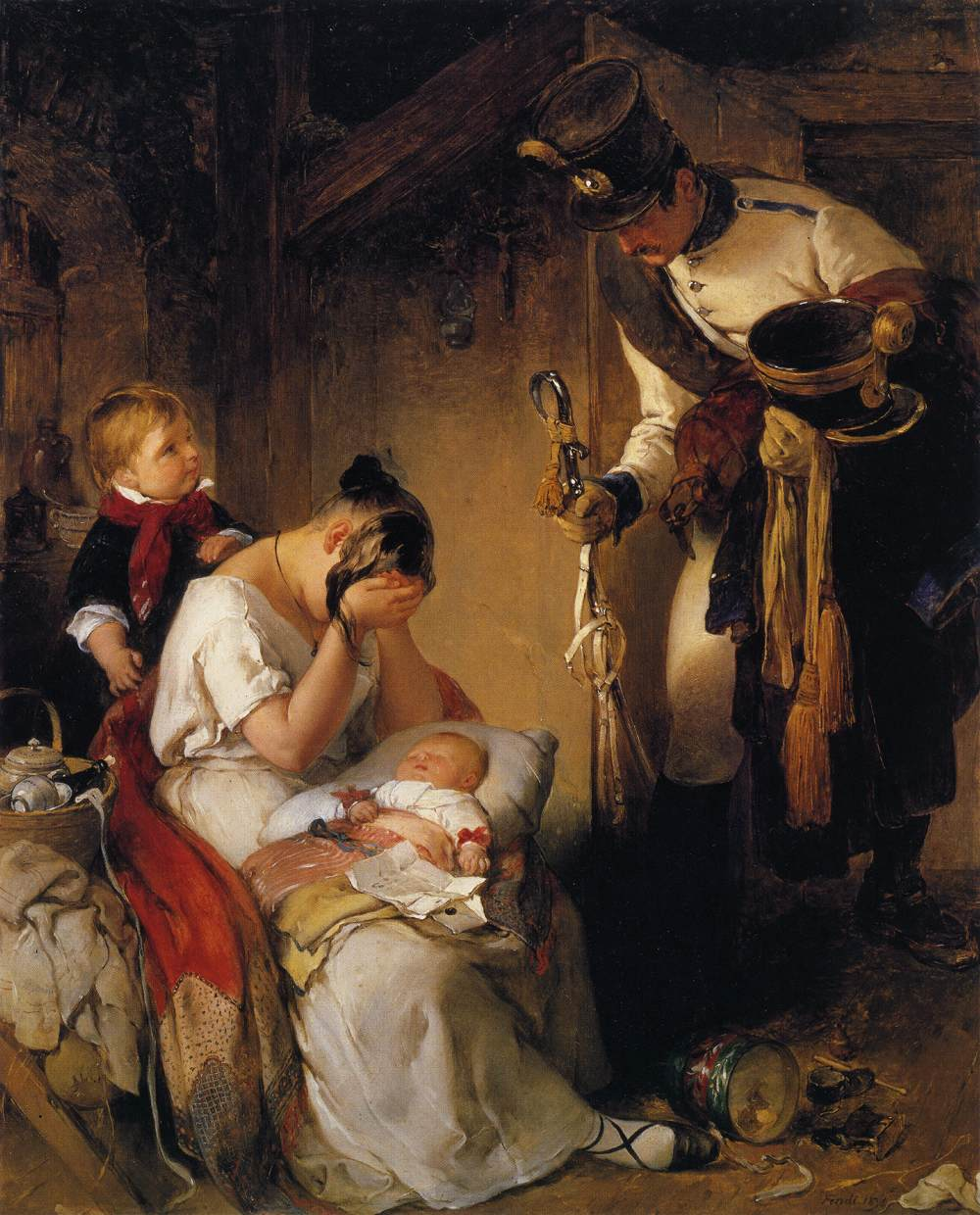
A szomorú üzenet
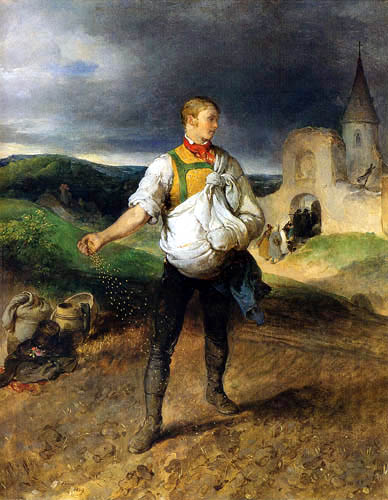
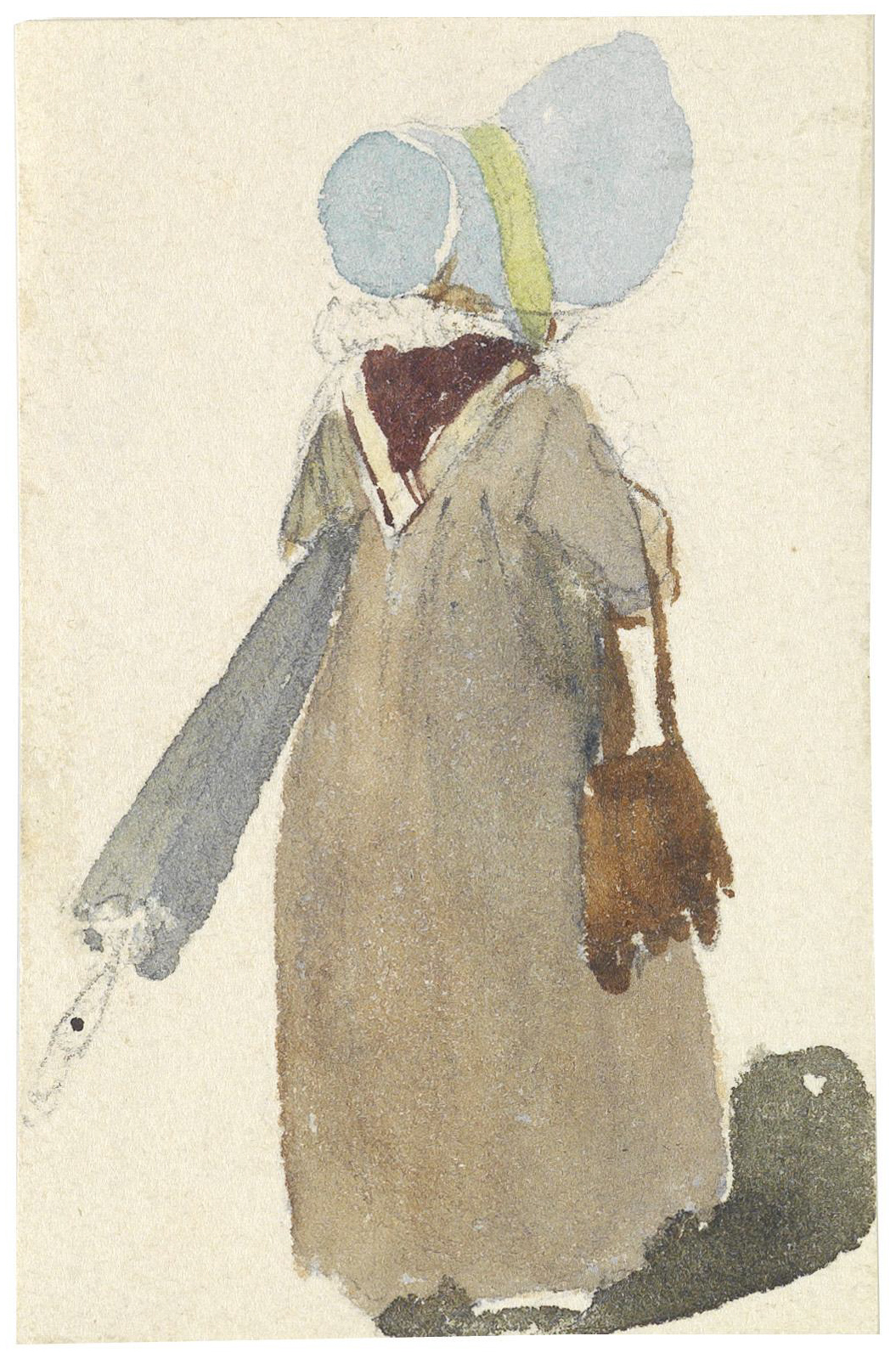
Nő türkizkék kalappal és esernyővel
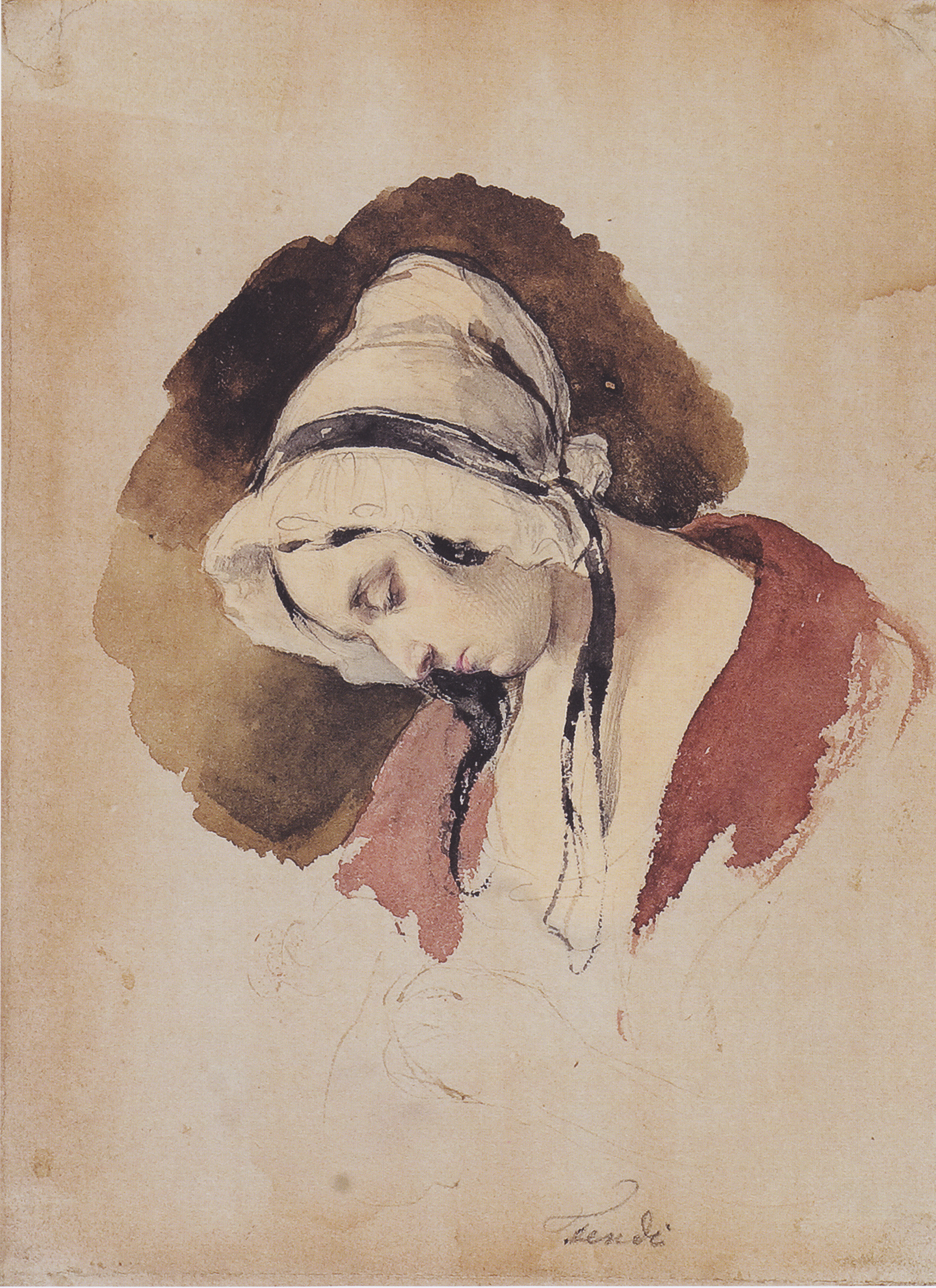
Tanulmány a „Szegény tiszt özvegye” című festményhez.
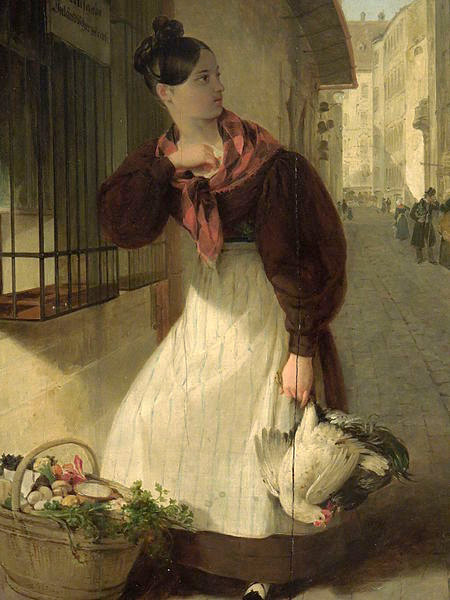
Lány levéllel
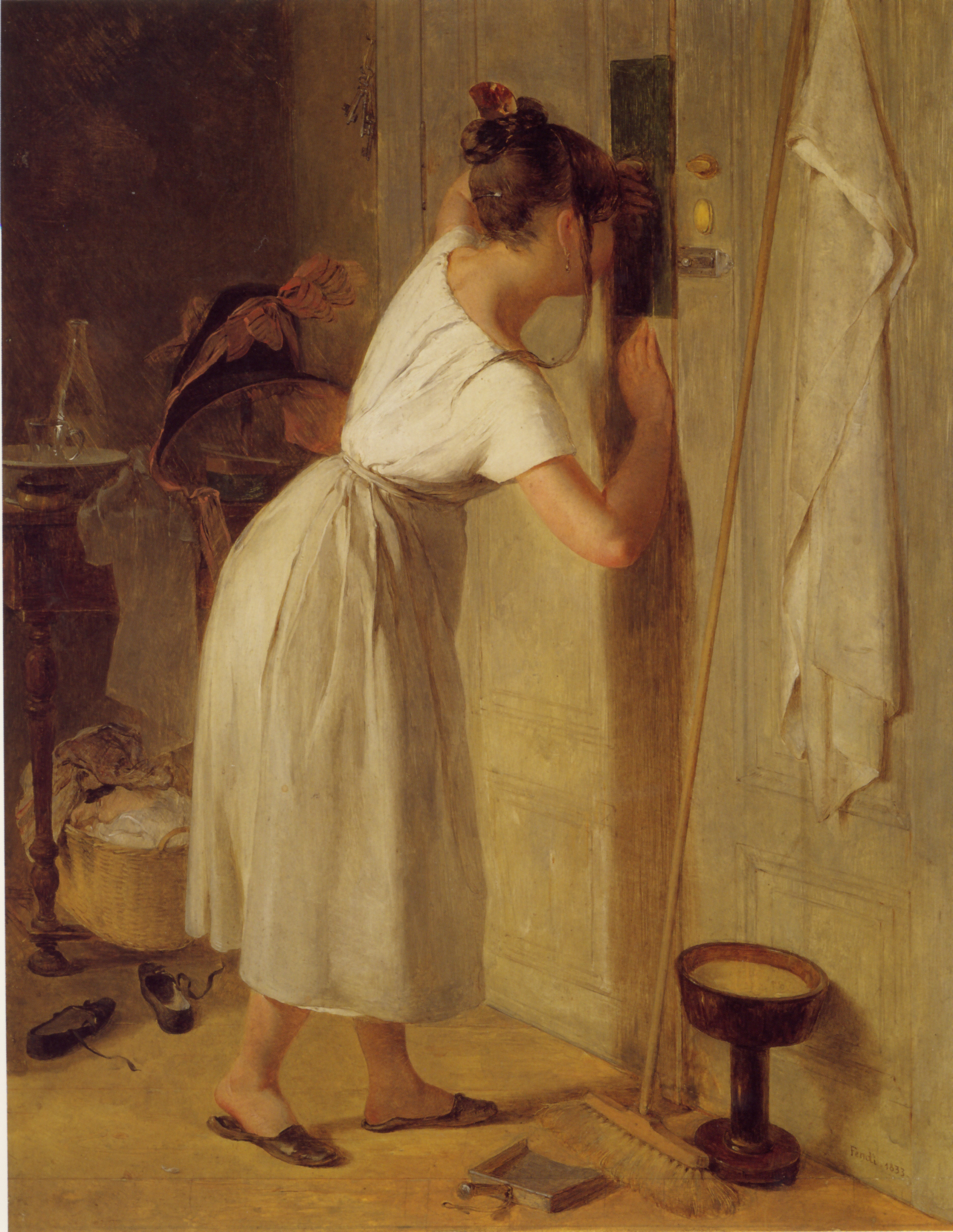
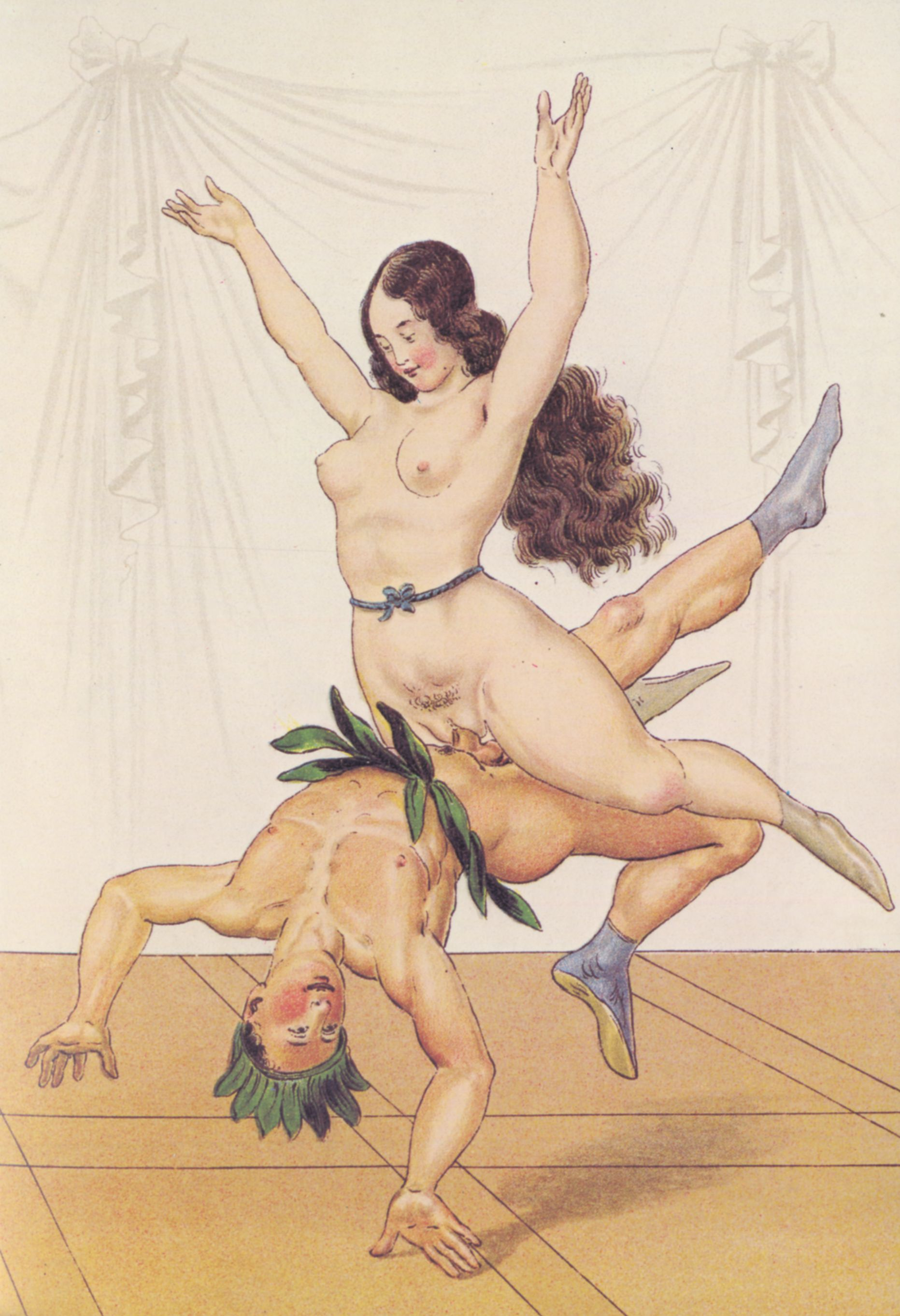

## További irodalom
- Dévajságok – Melyeket Peter Fendi császári udvari piktor úr bájos aquarelljeihez szerzett Susie Feinschmecker kisasszony a szebbkeblű közönség múlatságára, Zrínyi Nyomda, Budapest, 1989
- Constantin von Wurzbach: Fendi, Peter. In: Biographisches Lexikon des Kaiserthums Oesterreich. 4. Theil. Verlag der typogr.-literar.-artist. Anstalt (L. C. Zamarski, C. Dittmarsch & Comp.), Bécs 1858, 173–175. oldal (Digitalisat).
- Karl Weiß: Fendi, Peter. In: Allgemeine Deutsche Biographie (ADB).  6. kötet, Duncker & Humblot, Leipzig 1877,  618 f. oldal  (németül)
- Hans Ankwicz von Kleehoven: 8https://www.deutsche-biographie.de/gnd11868664X.html#ndbcontent Fendi, Peter]. In: Neue Deutsche Biographie (NDB). 5. kötet, Duncker & Humblot, Berlin 1961, ISBN 3-428-00186-9, 76–77. o. (Digitalisat).
- Walter Koschatzky: Peter Fendi (1796–1842). Künstler, Lehrer und Leitbild. Residenz-Verlag, Salzburg 1995.
- Peter Fendi und sein Kreis. kiállítási katalógus. Albertina, Bécs 2007.